# Castiglione del Lago
Castiglione del Lago es una localidad de la región italiana de Umbría, perteneciente a la provincia de Perugia. Se erige sobre una columna junto a la ribera oeste del lago Trasimeno. Está considerado uno de los pueblos más bellos de Italia.
El nombre de Castiglione del Lago deriva de Castellum Leonis (castillo del león), vulgarizado después como Castillioni. La población se encuentra situada junto a la que fue antiguamente una importante vía de comunicación entre diversas poblaciones de la Toscana y Perugia. Su posición clave hizo que a lo largo de la historia fuese conquistada en diversas ocasiones. La fortificación que le da nombre hubo de ser reconstruida varias veces. 
Fundada por los romanos, surge sobre una colina que en tiempos antiguos constituía la cuarta isla del lago Trasimeno, aunque el brazo de agua que la separaba de tierra firme acabó por rellenarse. En la estructura urbanística de la ciudad antigua, que se ha mantenido muy bien conservada -la ciudad moderna se ha desarrollado a cierta distancia del centro histórico-, puede reconocerse su origen romano.
En la actualidad, cuenta con 15.000 habitantes.
Castiglione del Lago forma parte del movimiento Cittàslow.

## Imágenes

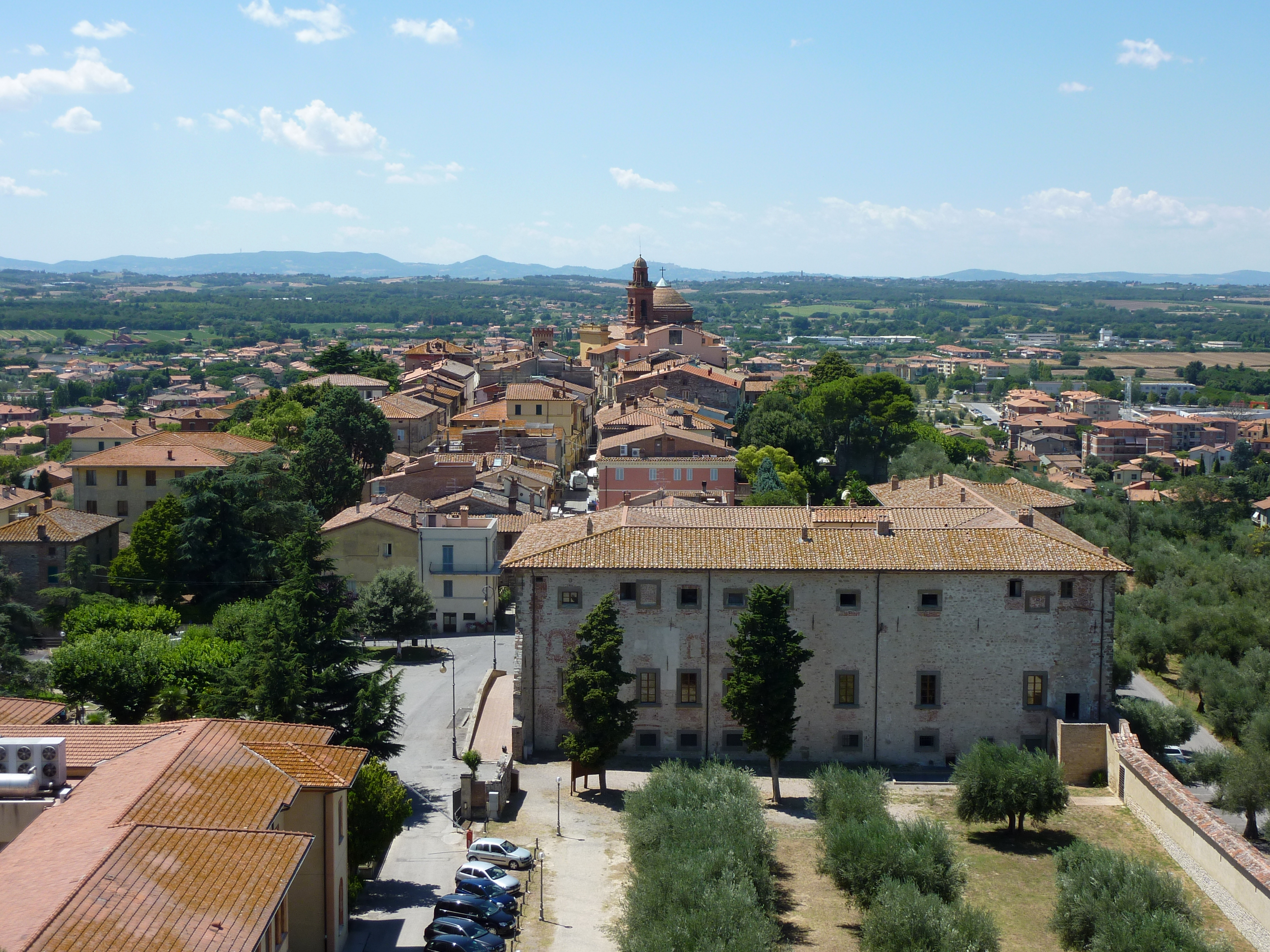
Castiglione del Lago
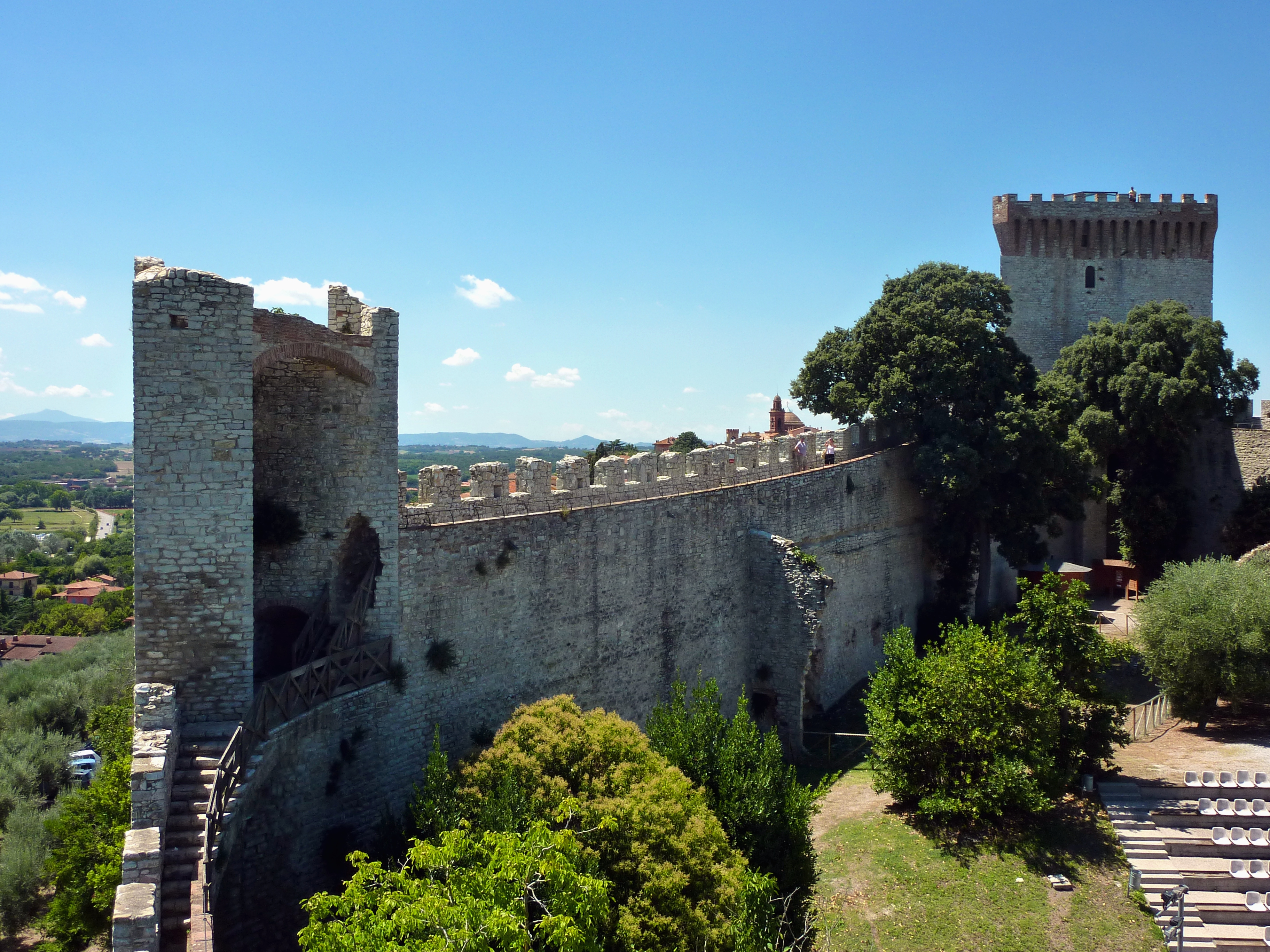
Castillo del León
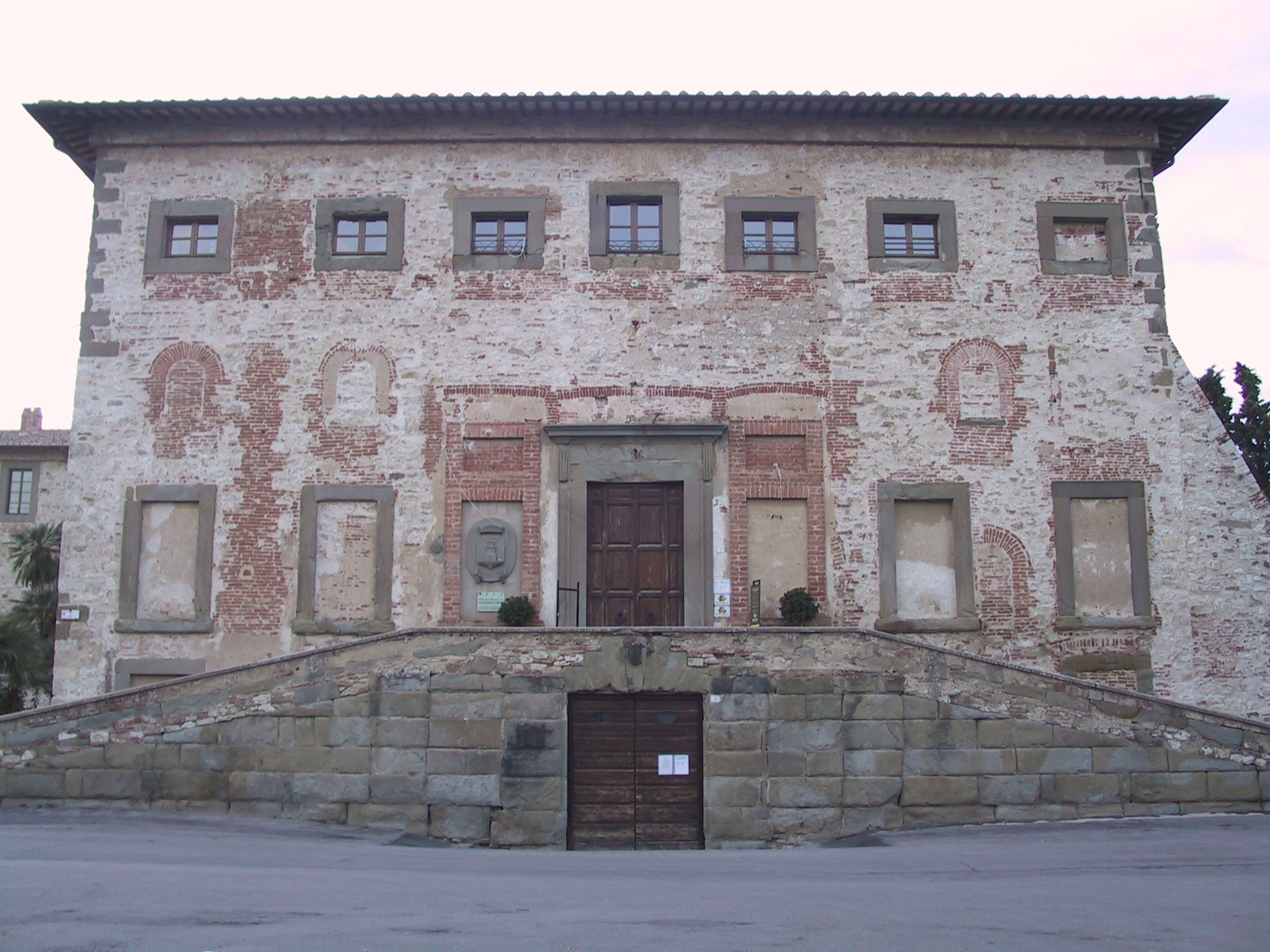
Palazzo Ducale

## Evolución demográfica
| Gráfica de evolución demográfica de Castiglione del Lago entre 1861 y 2011 |
|                                                                            |
| Fuente ISTAT - Elaboración gráfica por parte de Wikipedia                  |